# باند خلافکاران

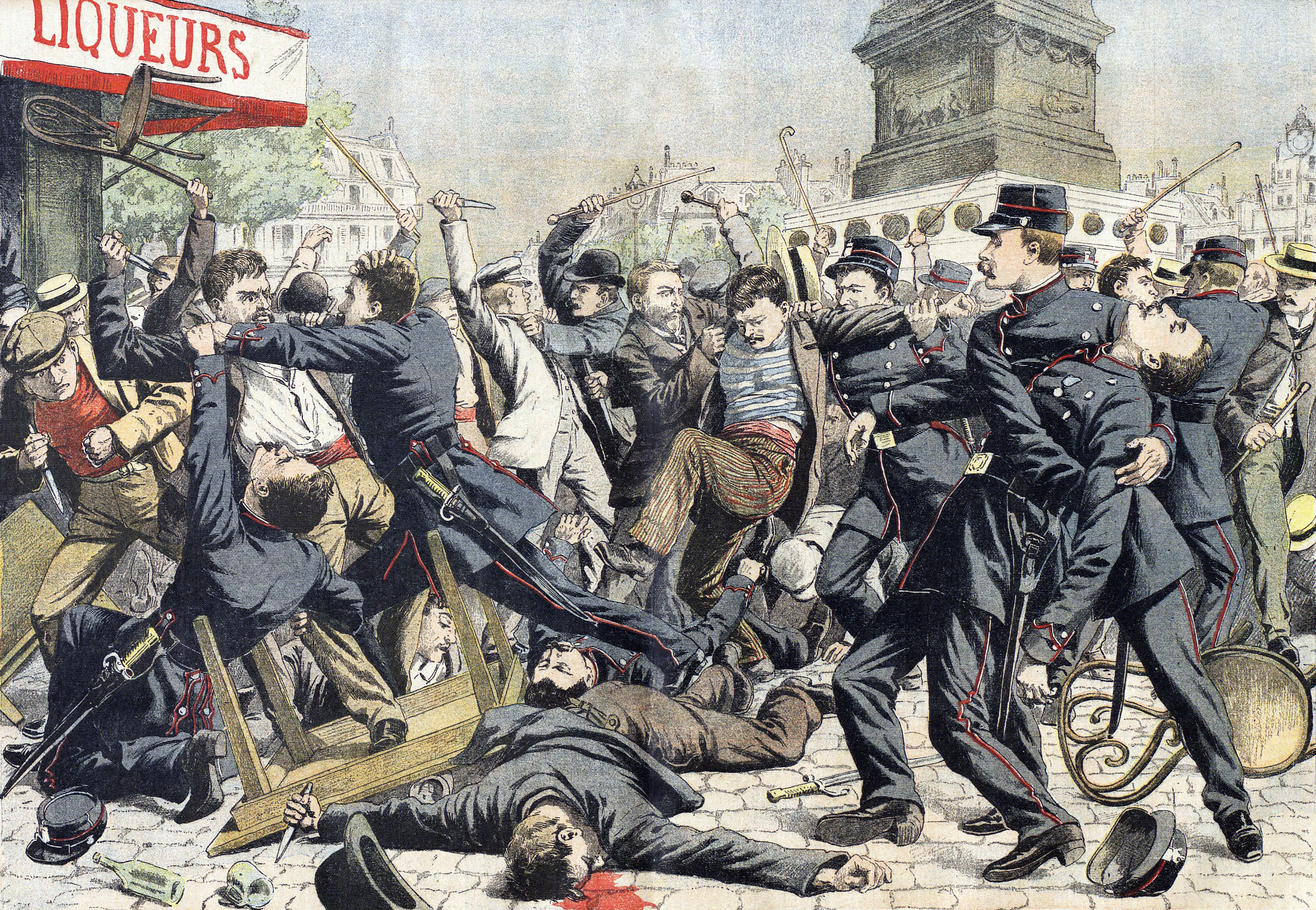
درگیری پلیس با خلافکاران باند «آپاشه» در خیابان‌های پاریس در اوایل قرن ۲۰ میلادی

باند خلافکاران (به فرانسوی: Bande criminelle) (به انگلیسی: Band of criminals) که همچنین «گروه تبهکار» نیز گفته می‌شود، به یک گروه چند نفره از افراد خلافکار گفته می‌شود که یک نوع جُرم خاص را به طور گروهی انجام می‌دهند و با هم شریک هستند.

## واژه‌شناسی
باند خلافکاران از زبان فرانسوی و عبارت «Bande criminelle» وارد ایران شده است و تقریباً یک وام‌واژه از زبان فرانسوی است. این عبارت همچنین در زبان انگلیسی نیز به صورت «Band of criminals» مورد استفاده است.

### باند
واژه «باند» در انسان‌شناسی به معنی یک گروه چند نفره از انسان‌هایی است که یک فعالیت و هدف خاص را دنبال می‌کنند، مانند گروه موسیقی که به آن بَنْد یا بانْدِ موسیقی نیز می‌گویند.